# Nazionale di ginnastica artistica femminile della Cina
La nazionale di ginnastica artistica femminile della Cina è la squadra che rappresenta la Cina nei concorsi internazionali di ginnastica artistica femminile. La squadra è composta da sei atlete titolari e una riserva.
Con la nazionale femminile, le cinesi ottennero, nel Campionato Mondiale di Aarhus del 2006, il primo posto nella gara a squadre per la prima volta nella sua storia.
Due anni più tardi, alle Olimpiadi di Pechino del 2008, le atlete raggiunsero il primo posto sul podio insieme per la prima volta. Altre medaglie sono state conquistate in questi Giochi, come l'oro della giovane He Kexin, alle parallele asimmetriche.
Tra le donne, spicca Ma Yanhong, prima vincitrice tra uomini e donne in un Mondiale e la prima vincitrice di un oro olimpico nazionale. La prima conquista cinese in questo tipo di competizione è stata nell'anno 1979, nel Mondiale di Fort Worth, dopo aver pareggiato con la tedesca Maxi Gnauck. Ancora nei Mondiali, Cheng Fei è l'unica campionessa per tre volte in una prova su un attrezzo: il salto sul tavolo, dove si è aggiudicata le tre edizioni consecutive.
Nei Giochi asiatici, la nazione è la più grande vincitrice di medaglie in gruppo del continente con nove titoli in nove edizioni; è anche la più grande vincitrice dell'individuale, anche qui con nove vittorie in nove edizioni. Tra gli attrezzi di miglior disimpegno delle cinesi si trovano la barra di equilibrio e le parallele asimmetriche, unici attrezzi per i quali sono già state campionesse mondiali.
Anche se ha avuto molto successo, la nazionale cinese ha già ricevuto critiche per i suoi metodi di allenamento e per il fatto di cambiare spesso le atlete. In più, è già stata punita per gareggiare in campionati con ginnaste sotto il limite di età stipulato dalla Federazione Internazionale di Ginnastica. Come esempi di questi episodi, possono essere citati i casi della squadra cinese del 2008, indagata per il sospetto che tre delle sue sei ginnaste fossero sotto al limite dell'età permessa e il caso di Dong Fangxiao, che ha perso le sue conquiste del 1999 e del 2000, mondiali ed olimpiche, per la stessa ragione dell'investigazione subita dalla squadra nei Giochi di Pechino.